# ايمانويل فارغاس
ايمانويل فارغاس (بالإسبانية: Emanuel Vargas)‏ (13 فبراير 1988 ببوينس آيرس في الأرجنتين - ) هو لاعب كرة قدم تشيلي في مركز حراسة المرمى. لعب مع نادي أونيفرسيداد دي تشيلي وDeportes Iberia ‏ ولوتا شفاغر ‏ ونادي كوبريسال وديبورتيس إيكيكي ورينجرز دي تالكا.

## وصلات خارجية
- ايمانويل فارغاس على موقع قاعدة بيانات كرة القدم.إي يو (الإنجليزية)
- ايمانويل فارغاس على موقع قاعدة بيانات كرة القدم.إي يو (الإنجليزية)
- ايمانويل فارغاس على موقع Soccerway.com (الإنجليزية)
- ايمانويل فارغاس على موقع عالم كرة القدم.نت (الإنجليزية)
- ايمانويل فارغاس على موقع AS.com (الإسبانية)